# 圣伊莱尔莱蒙日
圣伊莱尔莱蒙日（法語：Saint-Hilaire-les-Monges，法語發音：[sɛ̃.t‿ilɛʁ le mɔ̃ʒ]）是法国多姆山省的一个市镇，位于该省西部，属于里永区。

## 地理
圣伊莱尔莱蒙日（45°48'48"N, 2°39'46"E）面积10.7 平方千米，位于法国奥弗涅-罗讷-阿尔卑斯大区多姆山省，该省份为法国中南部省份，北起阿列省接壤，东临卢瓦尔省，南至上盧瓦爾省和康塔爾省，西接科雷兹省和克勒兹省。
与圣伊莱尔莱蒙日接壤的市镇（或旧市镇、城区）包括：锡斯泰讷拉福雷、孔布拉耶、普龙迪讷、皮圣居尔米耶。

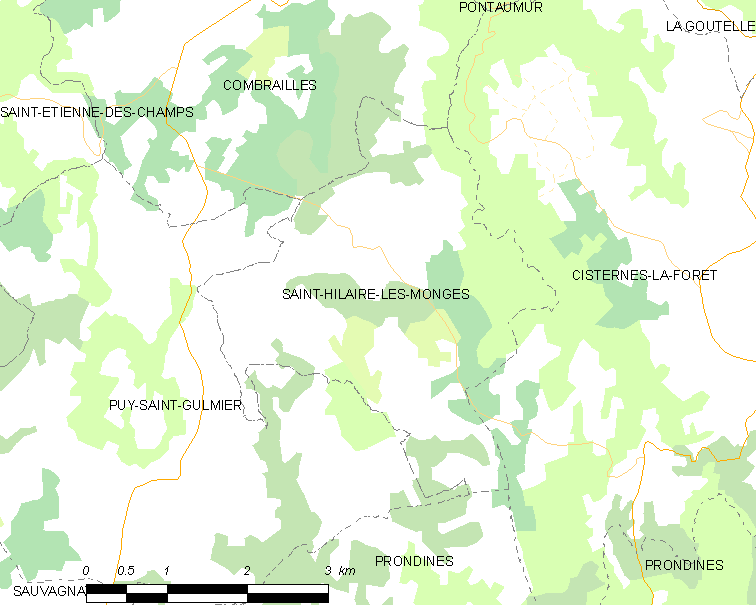
圣伊莱尔莱蒙日的OSM定位图

圣伊莱尔莱蒙日的时区为UTC+01:00、UTC+02:00（夏令时）。

## 行政
圣伊莱尔莱蒙日的邮政编码为63380，INSEE市镇编码为63359。

## 政治
圣伊莱尔莱蒙日所属的省级选区为圣乌尔斯县。

## 人口

1962-2008年间圣伊莱尔莱蒙日人口变化图示

圣伊莱尔莱蒙日于2022年1月1日时的人口数量为84人。